# Christophe Rantian
Christophe Rantian est un homme politique français né le 26 novembre 1813 à Gannat (Allier) et mort le 29 octobre 1885 à Courbevoie (Hauts-de-Seine).

## Biographie
Fils de serrurier, il fait ses études au collège de Gannat, puis occupe un emploi à la conservation des hypothèques de la ville. Il entre au conseil municipal en 1840 et prend le commandement de la compagnie de sapeurs-pompiers.
Maire de Gannat (septembre 1848 à novembre 1849), il est député de l'Allier de 1849 à 1851, siégeant au groupe d'extrême gauche de la Montagne. Opposant au Second Empire, il est interné après le coup d’État du 2 décembre 1851.
Son nom a été donné en 1892 à la place de Gannat qui se trouve devant le château.